# ハロルド・ガーフィンケル
ハロルド・ガーフィンケル（Harold Garfinkel, 1917年10月29日 - 2011年4月21日）は、アメリカ合衆国の社会学者。アルフレッド・シュッツに影響を受ける。エスノメソドロジーの創始者。

## 来歴
1917年、ニュージャージー州のユダヤ系の家庭に生まれる。ニューアーク大学（現・ラトガース大学）で会計学を学んだ後、ノースカロライナ大学に進み社会学の修士号を取得。
第二次大戦後、ハーバード大学に進学し、新設の社会関係学部でタルコット・パーソンズに師事しながら、同時にアルフレッド・シュッツのもとで研究を行った。ガーフィンケルの関心は、パーソンズと同様に社会秩序にあったが、その分析視点はまったく異なるものであった。パーソンズは独自のシステム理論により社会秩序の統合原理を解明しようとしていたが、ガーフィンケルによれば、社会秩序は本来的に不安定で不確実なものであり、そうした統合原理を見出すことは困難である。しかしながら、人びとはさほどの困難もなく日常生活を営んでいる。そこで、ガーフィンケルは、日常生活のなかで人びとが状況を規定し、自明な現実を構成しようとする意味付与活動に焦点を当てた分析を展開した。
1954年に開催されたアメリカ社会学会大会において、ガーフィンケルは自身の手法を初めて「エスノメソドロジー」と名付けた。その後、カリフォルニア大学で教鞭をとるようになり、1987年に退職。ガーフィンケルの手法は、ハーヴェイ・サックス、エマニュエル・シェグロフ、ゲイル・ジェファーソンらの会話分析を生み出すとともに、マイケル・リンチらさまざまな研究者によるさまざまなエスノメソドロジー的研究をもたらした。
ほかにも、社会学者のハワード・S・ベッカーによる即興ジャズ研究、人類学者のルーシー・サッチマンによる技術研究、さらにはブリュノ・ラトゥールによる実験室研究やアクターネットワーク理論などの展開にも大きな影響を及ぼした。

## 著書
- 「エスノメソドロジー―社会学的思考の解体」共著、山田富秋・好井裕明・山崎敬一 訳、せりか書房、1987年
- 「日常性の解剖学―知と会話」共著、北澤裕・西阪仰 訳、ちくま学芸文庫（改訂新版）、2025年

研究
- 「エスノメソドロジーの想像力」せりか書房、1998年。論集
- ダーク・フォン・レーン「ハロルド・ガーフィンケル―エスノメソドロジーの誕生と社会学のあゆみ」

荒野侑甫・秋谷直矩・河村裕樹・松永伸太朗訳、新曜社、2024年